# Kaple svatého Josefa (Janov)
Kaple svatého Josefa je římskokatolická kaple v Janově. Patří do farnosti Bystré v Orlických horách. Vlastníkem kaple je obec Janov

## Bohoslužby
Pravidelné bohoslužby se v kaplí nekonají.